# Ottobon Terzi
Pour les articles homonymes, voir Terzi et famille Terzi.
Ottobon Terzi, (en italien : Ottobuono de' Terzi ou Otto Buonterzo ou Ottobono), né à Parme et mort à Rubiera le 27 mai 1409, est un condottiere italien du XIVe siècle.
Chef impitoyable, marqué par une sinistre réputation, il acquiert son expérience militaire aux côtés de John Hawkwood. Il combat dans le royaume de Naples au service d'Antonio Acquaviva. Par la suite, il rentre au service de la République de Venise puis à la solde de Jean Galéas Visconti. Il obtient le titre de comte de Tizzano Val Parma et de Castelnuovo, puis le marquisat de Borgo San Giovanni. Il reçoit les terres de Montecchio Emilia, Brescello Colorno, Fiorenzuola d'Arda. En 1403, il fonde sa seigneurie Parme, Reggio, Plaisance et qu'il occupe jusqu'au printemps 1409 quand ses adversaires se liguent, entraîné par la maison d'Este Este, qui finalement réussit à le supprimer.

## Contexte
Alors qu'une grande partie de l'Europe se compose de grandes monarchies comme en France, en Angleterre, en Espagne, au Portugal, la péninsule italienne est très morcelée et divisée en deux clans : les Guelfes et les Gibelins qui sont alliés respectivement avec les États pontificaux et la maison de Hohenstaufen et donc le Saint-Empire romain germanique. La fin du XIVe siècle et le début du XVe siècle marque le passage en Italie de la gouvernance des communes vers celles des seigneuries. Le titre de podestat, charge temporaire, passe aux mains de représentants de grandes familles nobles. Il en est ainsi des Visconti à Milan, des Este à Ferrare, des Scala à Vérone. Les titres et les pouvoirs sont renouvelés puis attribués à vie avant de devenir héréditaires, donnant naissance à des dynasties. Les seigneurs prennent la direction de plusieurs villes, ce qui leur permet de créer de véritables États.

## Biographie

### Famille
Ottobon appartient à la maison des Terzi de Parme. Il est le fils aîné de Niccolò Terzi il Vecchio et de dame Margherita.
Veuf à la fin d'août 1405, Orsina, le 1er décembre 1405, il épouse à Parme, Francesca, fille de Carlo da Fogliano. Ottobon est le père de Jacopo, Niccolò dit le guerrier, Giorgio, Niccolò Carlo, Margherita et Caterina.

### Premières bataille
De 1393 à 1397 Ottobon combat principalement dans l'Italie centrale, dans les Marches où on le retrouve à Offida et défendant Fermo d'Antonio Aceti, à la Toscane et en Ombrie. À Pise, il est aux côtés de Alberico da Barbiano et de Giovanni da Barbiano contre Bernardo della Serra afin de s'opposer aux Florentins.
En 1397, après une tentative ratée de prendre San Miniato, il envahit et détruit région de Lucques et la campagne florentine. Il pillage, incendie maison et palais. Il tue et fait des prisonniers dans l'attente d'une rançon. Arrêté sur le Serchio à San Quirico di Moriano, il doit se retirer avec Paolo Orsini et Broglia. En août, il remonte sur la région de Mantoue et participe, comme son père Niccolò Terzi il Vecchio, à la Bataille de Governolo (1397). Il a avec Frignano de Sessa le commandement de la cinquième ligne composée de 1 000 cavaliers. Jeté à terre par une lance de comte da Carrara, il combat à pied avec une hache jusqu'à ce qu'il soit remis en selle par Sessa, Francesco Visconti et Filippo da Pisa.
En mai 1398 Jean Galéas Visconti lui renouvelle son commandement. L'année suivante, Ottobon revient en Toscane et en février, il est à Pise avec Facino Cane afin de soutenir la seigneurie de Gherardo d'Appiano, fondateur de la seigneurie de Piombino. Trois mois plus tard, en mai, il s'allie avec Fuzzolino Tedesco, Mostarda da Forlì et Astorre I Manfredi et rejoint la région des Marches à la tête de 800 cavaliers et 1 200 fantassins envoyés par les Bolonais afin de soutenir les hommes de Malatesta et les troupes pontificales. À Cingoli il est vaincu par les compagnies de Broglia et de Carrara après neuf heures d'assaut.
En janvier 1400, il rentre dans Pérouse accompagné par le commissaire viscontien Pietro Scrovegni, à la tête de 800 lances pour soutenir la tentative de Raspanti et de Biordo Michelotti de transférer la souveraineté de la ville au duché de Milan. Cette même année, Ottobon se rend en Romagne, soutenant Barbiano lors du siège de Faenza. Plus tard, il est à Lucques, où il offre son aide à Paolo Guinigi, qui aspire à cette seigneurie.

### Ambition personnelle

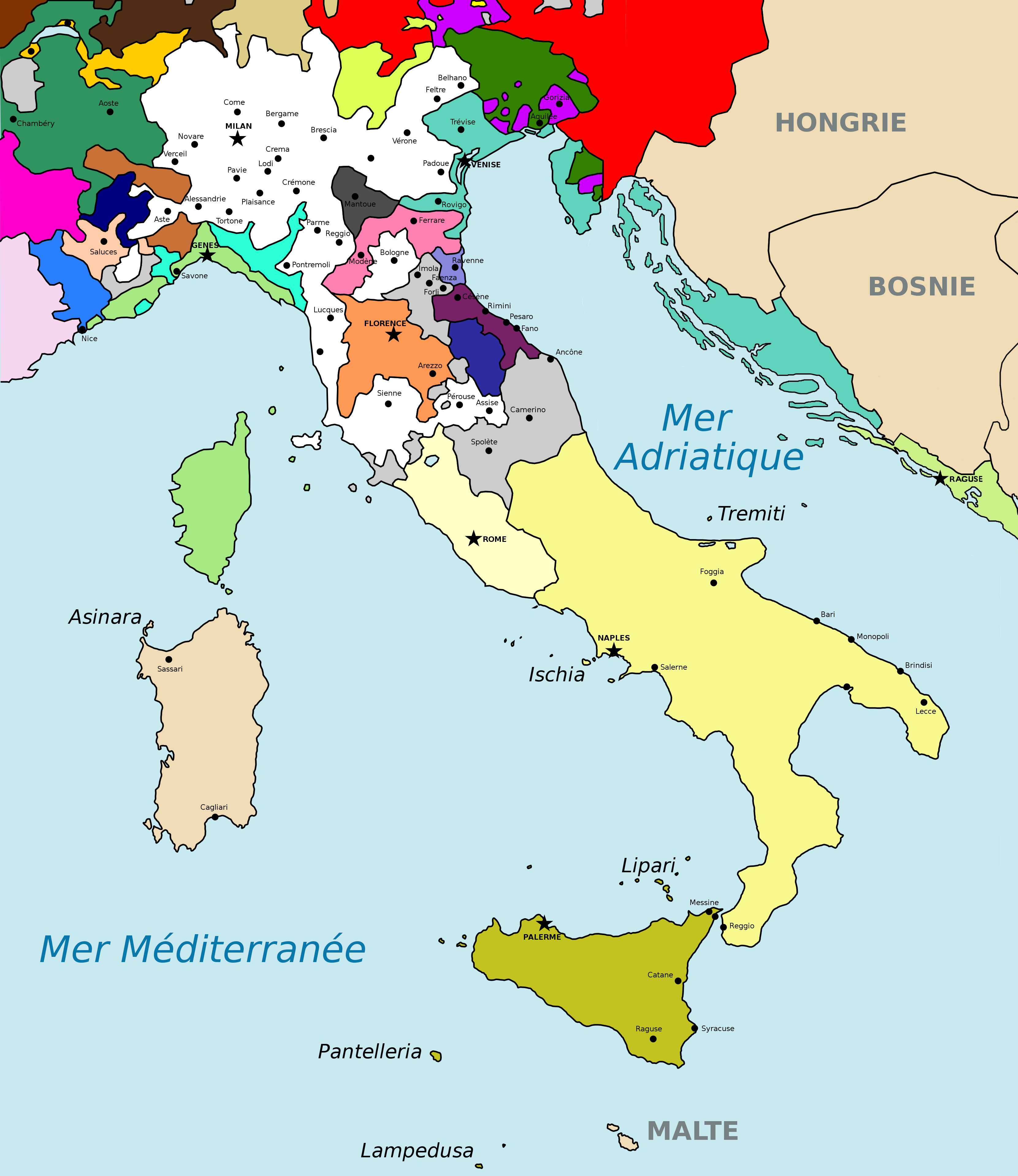
Carte de l'Italie en 1402.
Archiduché d'Autriche
Comté de Goritz
Comté de Nice
Comté de Provence
Comté de Savoie
Comté d'Urbino
Duché de Milan
États pontificaux
Marquisat de Montferrat
Marquisat de Saluces
Patriarcat d'Aquilée
Principauté épiscopale de Coire
Principauté épiscopale de Sion
Principauté épiscopale de Trente
République de Florence
République de Gênes
République de Venise
Royaume de France
Royaume de Naples
Royaume de Sicile
Seigneurie de Ferrare
Seigneurie de Lunigiana
Seigneurie de Mantoue
Seigneurie de Ravenne
Seigneurie de Rimini
Autres États

À la suite de la mort du duc de Milan, Jean Galéas Visconti, en 1402, de nombreux seigneurs de la région de Parme se révoltent contre toute domination centralisée. Un ballet d'alliances, parfois très éphémères, associe les  Sanvitale, Rossi, Da Correggio, Terzi et Pallavicino.

## Descendance
- Niccolò de' Terzi dit le guerrier (vers 1395) était fils de madonna Cecilia Lapergola non soluta.

madonna Orsina (1405) donne à Ottobon deux fils : Jacopo, ou Giacomo, et Giorgio.
Francesca da Fogliano donne à Ottobon trois fils :
- Niccolò Carlo, « Nascita ad Otto di un figlio. 6 Dicembre 1406. Detto Nicolò-Carlo. Grandi feste e suono di campane. La Comune col gonfalone ed arti a San Nicolò. Libertà ai prigioni di Parma, Reggio, e sue Castella. Battesimo nel Natale. Invito di vari compadri di messer Otto. Vescovo di Trento, Duca di Milano, Ugolotto, ed il Vescovo Rossi, Marchese di Ferrara, Signore di Mantova, Carlo Malatesta da Rimini, Comune di Venezia, Messer Giacomo del Verme, e Cardinale di Bologn[5] » ;
- Margherita ;
- Caterina.